# Bella geht einkaufen
Bella geht einkaufen (schwedischer Originaltitel Malla handlar) ist ein Bilderbuch der schwedischen Kinderbuchautorin und Illustratorin Eva Eriksson, das 1998 beim Verlag Eriksson & Lindgren veröffentlicht wurde. Die deutsche Erstausgabe in einer Übersetzung von Angelika Kutsch wurde 2000 beim Oetinger Verlag veröffentlicht.

## Inhalt
Bella fühlt sich bereits alt und erfahren genug, um allein einkaufen gehen zu können. Als ihre Großmutter sie daraufhin in den Laden schickt, um Bohnen zu kaufen, vergisst Bella, was sie eigentlich besorgen hätte sollen und kauft stattdessen einen Sack Kartoffeln. Als die Großmutter nachfragt, was passiert sei, behauptet Bella, dass die Verkäuferin auf Kartoffeln bestanden hätte. Aber ihre Lüge wird rasch aufgedeckt, da die Großmutter selbst in den Laden geht, um dort ihrem Ärger Luft zu machen.
Nach einer strengen Ermahnung, stets die Wahrheit zu sagen, erhält Bella eine weitere Chance und wird von Großmutter zur Bäckerei um Plundergebäck geschickt. Doch auf dem Weg dorthin verliert sie Großmutters Geldbörse. Mit Tränen in den Augen kehrt sie zur Großmutter zurück. Diese geht daraufhin mit Bella den Weg zur Bäckerei ab und tatsächlich finden sie auf halbem Weg die Geldbörse. Während die Großmutter wieder heimkehrt, geht Bella zur Bäckerei. Dort hat sie leider neuerlich vergessen, was sie besorgen soll, und nimmt auf Anraten der Bäckerin ein paar Windbeutel. Bella ahnt, dass sie wieder etwas Falsches gekauft hat, doch dieses Mal macht ihr die Großmutter keinen Vorwurf, denn Windbeutel schmecken schließlich auch wunderbar zum Tee!

## Rezeption
Charlotte Celsing schreibt in ihrer Buchrezension: „In diesem hinreißenden Bilderbuch geht es um eine Sehnsucht, die in den meisten Kindern steckt: Als groß und reif genug angesehen zu werden, um Verantwortung übertragen zu bekommen. Es geht aber auch darum, was passieren kann, wenn man noch nicht groß genug ist, um eine bestimmte Aufgabe zu erfüllen, und um das Gefühl der Unzulänglichkeit im Falle des Versagens. Die Geschichte erzählt von Vertrauen und was geschieht, wenn man die Wahrheit sagt (oder wenn man sie nicht sagt). […] Eva Erikssons feinfühlige, ausdrucksstarken Illustrationen sind wunderschön in erdigen, sanften Tönen gezeichnet. […] Bella geht einkaufen ist eine bezaubernde Alltagsgeschichte, deren lustiger und berührender Ton junge Leser gleich anspricht.“ Trevelyn E. Jones schreibt im School Library Journal über die englische Ausgabe Molly Goes Shopping: „Dies ist eine süße, humorvolle Geschichte, die von den sanft kolorierten, ausdrucksstarken Illustrationen profitiert. Das einzige Rätsel hier ist, dass Molly ein Schwein ist, während ihre Großmutter ein Eisbär zu sein scheint.“ Das Magazin Kirkus Reviews befindet über das Bilderbuch: „Erikssons Illustrationen sind sanft gezeichnet, mit zarten Kulissen aus der Alten Welt und trocken-komischen Figuren. Molly ist kein Engel, aber ihre Großmutter liebt sie – und mitfühlende Leser werden sie ebenfalls lieben.“ Hazel Rochman schreibt in dem Magazin Booklist: „Die Geschichte, die immer aus der Sicht eines kleinen Kindes erzählt wird, funktioniert, weil sie das Scheitern eines kleinen Kindes ehrlich darstellt, das entdeckt, dass es stark ist, auch wenn es nicht perfekt ist.“

## Referenzen
Bella geht einkaufen wird in dem literarischen Nachschlagewerk 1001 Kinder- und Jugendbücher – Lies uns, bevor Du erwachsen bist! für die Altersstufe 3+ Jahre empfohlen.

## Ausgaben
- Malla handlar. Eriksson & Lindgren, Schweden 1998 (schwedisch).
- Bella geht einkaufen. Oetinger, 2000.[1]